# Volkswagen Challenger 2002
Il Volkswagen Challenger 2002 è stato un torneo di tennis facente parte della categoria ATP Challenger Series nell'ambito dell'ATP Challenger Series 2002. Il torneo si è giocato a Wolfsburg in Germania dal 4 al 10 febbraio 2002 su campi in sintetico indoor.

## Vincitori

### Singolare
Jakub Herm-Zahlava ha battuto in finale  Dick Norman con il punteggio di 6–4, 6–2

### Doppio
Jan Hernych /  Shaun Rudman hanno battuto in finale  Filippo Messori /  Gianluca Pozzi con il punteggio di 7–6(3), 6(3)–7, 6–3